# Tunel drogi ekspresowej S2 w Warszawie

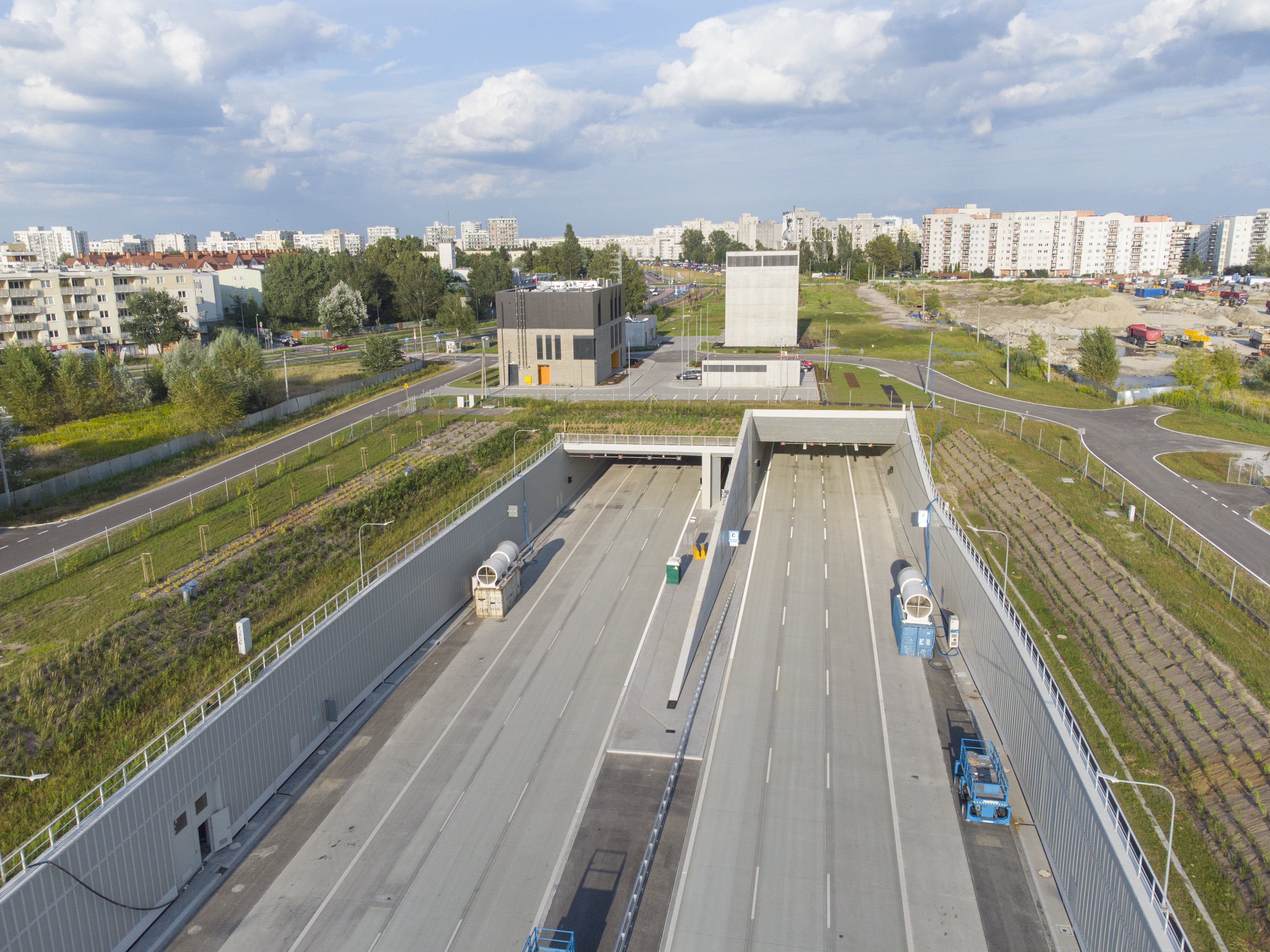
Widok na tunel w kierunku wschodnim z zachodniego wlotu (sierpień 2021)

Tunel drogi ekspresowej S2 w Warszawie, zwyczajowo tunel pod Ursynowem – tunel drogowy o długości około 2,3 km, w ciągu południowej obwodnicy Warszawy na terenie dzielnicy Ursynów. W momencie oddania do użytkowania był najdłuższym tunelem drogowym w Polsce. W najgłębszym miejscu (pod I linią warszawskiego metra) ma ok. 21 metrów głębokości.

## Opis
Budowa tunelu prowadzona była m.in. pod linią M1 warszawskiego metra. Tunel miał zostać udostępniony w 2020 roku. W czerwcu 2020 poinformowano o przesunięciu terminu zakończenia budowy do marca 2021, jednak w lutym 2021 poinformowano o kolejnym opóźnieniu i prawdopodobnym nowym terminie zakończenia budowy tunelu w II kwartale 2021. W kwietniu 2021 Generalna Dyrekcja Dróg Krajowych i Autostrad poinformowała, że przewidywanym terminem zakończenia prac budowlanych jest czerwiec tego roku. Na przełomie czerwca i lipca zapowiedziano możliwość udostępnienia obiektu we wrześniu. Następnym zakładanym terminem oddania do użytku była jesień 2021 roku. Ostatecznie tunel został otwarty 20 grudnia 2021 roku.
Przy okazji budowy tunelu mieszkańcy zabiegali o zainstalowanie filtrów na wyrzutniach spalin, a także o utworzenie parku linearnego nad obiektem wzdłuż ulicy Filipiny Płaskowickiej.
Na całej długości tunelu funkcjonuje odcinkowy pomiar prędkości (80 km/h). Ponadto obowiązuje zakaz wjazdu pojazdów przewożących materiały niebezpieczne wymagające oznakowania pomarańczowymi tablicami – tunel objęto kategorią E.
W ciągu pierwszego miesiąca po oddaniu obiektu do dyspozycji kierowców skorzystało z niego ponad 1,2 mln pojazdów; ponad 660 tys. w kierunku Terespola i ponad 580 tys. w kierunku Poznania.